# 평양 무열사
평양 무열사(平壤 武烈祠)는 평양직할시에 있던 옛 사우이다.
1593년 평안도 평양에 명나라 병부상서(兵部尙書) 석성(石星)을 모시기 위해 지어졌고, 그해에 사액을 받았다. 나중에 명나라 장수 이여송·양원(楊元)·이여백(李如栢)·장세작(張世爵)을 함께 배향했다.

## 같이 보기
- 이여송